# Edilberto Tiempo
Edilberto Tiempo (Maasin, 5 augustus 1913 - 19 september 1996) was een Filipijns schrijver en hoogleraar.

## Biografie
Edilberto Tiempo werd geboren op 5 augustus 1913 in Maasin in de provincie Leyte. Hij behaalde in 1937 een Bachelor of Engineering aan de Silliman University. Aansluitend studeerde hij nog aan de University of the Philippines. Vanaf 1940 doceerde hij aan Silliman University. Met behulp van een Rockerfeller Fellowship studeerde hij aan de University of Iowa, waar hij in 1951 een bachelor-diploma creative writing behaalde. In 1957 voltooide hij zijn Ph.D. aan de University of Denver. Voor zijn proefschrift herschreef hij een eerder gepubliceerde roman Watch in the Night uit 1953 en gaf het de naam Cry Slaughter.
Na terugkeer in de Filipijnen werd Tiempo benoemd tot hoofd van de faculteit Engels van Silliman. Later volgde een benoeming tot decaan van de Graduate School. Ook doceerde hij Engels en literatuur. Later werd Tiempo benoemd tot hoogleraar. Samen met zijn vrouw, nationaal kunstenaar van de Filipijnen Edith Tiempo, organiseerde hij de Silliman Writers' Workshop. Dit was een jaarlijks terugkerende worksop voor jonge Filipijnse schrijvers. Naast zijn werk als docent schreef Tiempo diverse boeken. Tiempo won met zijn werk diverse prijzen en onderscheidingen. Zo won hij in 1983 de South East Asia WRITE Award en in 1984 kreeg hij een CCP Award. Ook werd hij drie maal onderscheiden bij de Carlos Palanca Memorial Awards.
Tiempo overleed in 1996 op 83-jarige leeftijd. Hij was getrouwd met Edith Tiempo en kreeg met haar twee kinderen.

## Boeken
- Watch in the Night (1953)
- More Than Conquerors (1964)
- A Stream at Dalton Pass and Other Stories (1970)
- To be Free (1972)
- Introduction to Literature (1977)
- Finalities (1982)
- Cracked Mirror (1984)
- The Standard Bearer (1985)